# 杜林 (東漢)
杜林（?—?），字伯山，扶风郡茂陵县（今陕西省兴平市）人。
父杜鄴曾任凉州（今甘肃省张家川回族自治县）刺史。王莽末年，盜賊蜂起，杜林和弟杜成避难于河西（今甘肃武威），隗嚣听说杜林有志节，打算讓他做持书平。杜林不肯，又勸他归顺东汉，隗嚣不听。杜林以弟杜成去世为由，请求携柩回乡安葬。隗嚣大怒，派刺客楊賢去殺他。楊賢見到杜林用鹿車推亡弟的靈柩，感念其友孝，嘆說“当今之世，谁能行义？我虽小人，何忍杀义士？”，遂不忍殺之。建武六年（30年）歷官侍御史，官至大司空。杜林精研孔子之礼，曾於河西得漆书《古文尚书经》一卷，隨著帶在身邊，後來賈逵爲之作《訓》，馬融作《傳》，鄭玄《注解》，古文尚書開始流傳。

## 延伸阅读
[在维基数据编辑]
 《後漢書·卷27》，出自范晔《後漢書》
 《東觀漢記》